# Actovegin

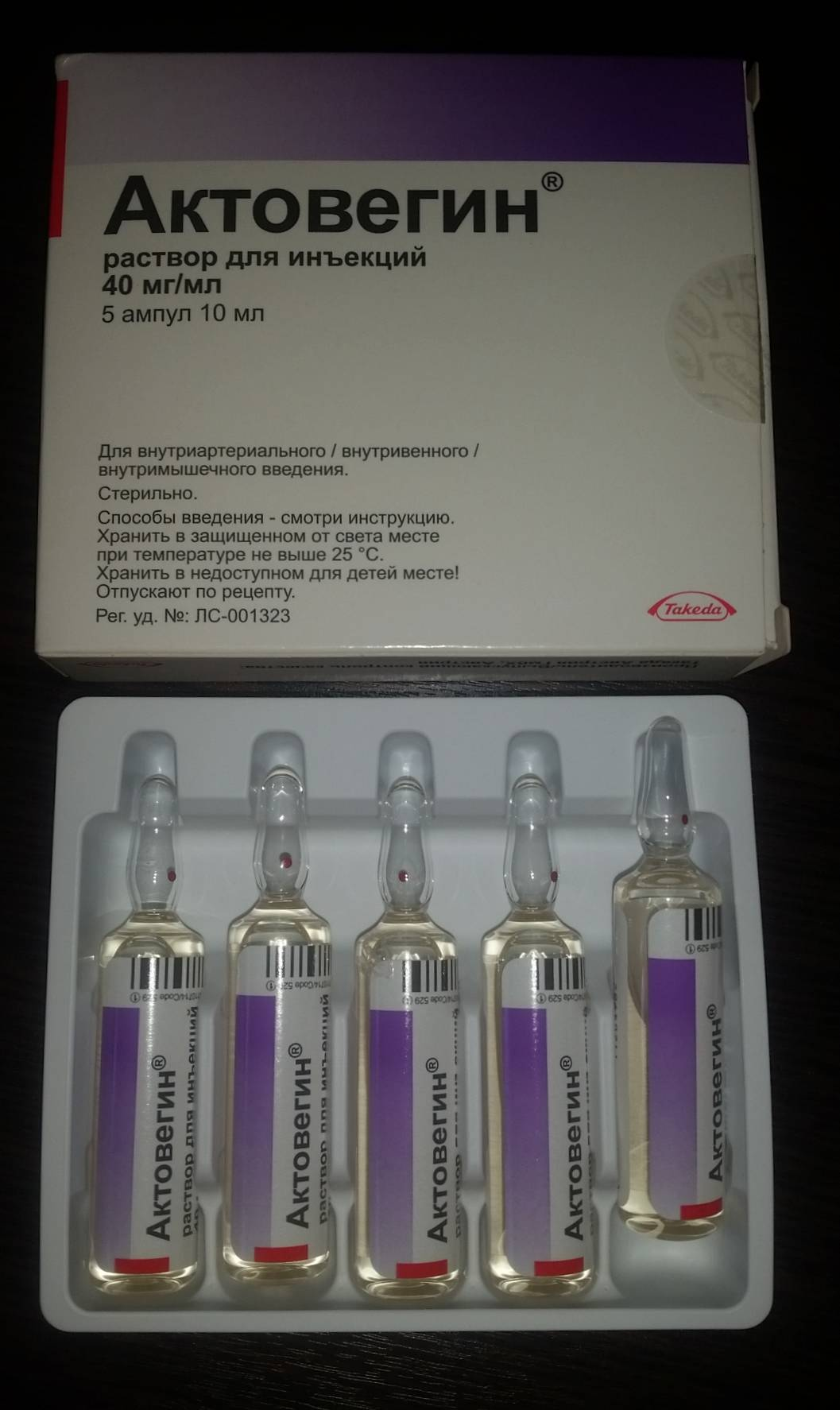
Médicament Actovegin

Actovegin est la marque d'un médicament produit par le laboratoire norvégien Nycomed. 

## Composition
L'actovegin est composé d'extraits de sang de veau déproténéisé commercialisé sous le forme de gélules, gel ou ampoules.

## Propriétés
L'actovegin permet d'améliorer la circulation sanguine, traiter les insuffisances artérielles, ou dynamiser la cicatrisation de blessures musculaires.

## Usages
L'agence mondiale antidopage ne condamne pas l'utilisation de l'Actovegin, sauf en cas d'administration par intra-veineuse
En France, son utilisation est interdite depuis 1992. Durant l'Euro 2008, un scandale de dopage à l'Actovegin impliquant plusieurs joueurs de l'équipe de France de football a éclaté.